# Georg Kastner
Georg Kastner (* 15. März 1969 in Wien) ist ein österreichischer Osteuropa-Historiker.

## Leben
Von 1975 bis 1979 besuchte er die Volksschule Schottwien und von 1979 bis 1987 das Gymnasium (sprachlicher Zweig) an den Heimschulen der Schulbrüder in Strebersdorf. Nach der Promotion zum Dr. phil. 2002 an der Universität Wien und der Habilitation für Mitteleuropäische Geschichte 2009 an der Andrássy Universität Budapest lehrt er seit 2016 dort auf dem Lehrstuhl für Mitteleuropäische Geschichte. Kastner ist auch an der Universität Graz angestellt und hält hier primär die Vorlesung „Österreichische Geschichte“. In dieser Funktion ist er der Nachfolger von Alois Kernbauer.
Er forscht zu „Reichsreformen“ über die Konzepte und Ideen zur Umgestaltung der Habsburgmonarchie 1900–1918 und zu Erzherzog Thronfolger Franz Ferdinand von Österreich-Este und die ungarischen Eliten.

## Schriften (Auswahl)
- Brücken nach Osteuropa. Die Geschichte und Bedeutung des Gottfried-von-Herder-Preises 1964–2003. Hamburg 2004, OCLC 62701089.
- als Herausgeber mit Arnold Suppan und Marija Wakounig: Osteuropäische Geschichte in Wien. 100 Jahre Forschung und Lehre an der Universität. Innsbruck 2007, ISBN 3-7065-4525-X.
- Ungarn 1956 vor der UNO. Innsbruck 2010, ISBN 978-3-7065-4966-0.
- Gruß aus Hitler-Deutschland. Der NS-Terror in Österreich von 1933–1938 und seine Opfer. Wien 2019, ISBN 3-7003-2141-4.